# Rangkileh
Rangkileh is een bestuurslaag in het regentschap Aceh Barat van de provincie Atjeh, Indonesië. Rangkileh telt 100 inwoners (volkstelling 2010).